# Civita di Bagnoregio
Civita di Bagnoregio je část italské obce Bagnoregio (latinsky Balneum regium) v provincii Viterbo, která patří do regionu Lazio. Místo se nachází přibližně 100 kilometrů severně od Říma. Jako město je založili v 1. tisíciletí př. n. l Etruskové. Podle oficiální italské statistiky (ISTAT) k 1. lednu 2022 žilo v celém městě Bagnoregio 3463 obyvatel. Jsou k nim započítáni také sezónní pracovníci služeb.
Civita di Bagnoregio je členem asociace I borghi più belli d’Italia, která měla v roce 2021 již 313 členských obcí či částí obcí.
Italský spisovatel a germanista Bonaventura Tecchi (1896-1968), který se zde narodil a vyrůstal, město po druhé světové válce nazval umírajícím městem duchů. Cestovní kanceláře na tento bonmot stále lákají turisty. Tecchi uvedl, že obec má pouze 11 stálých obyvatel.

## Geografie a geologie

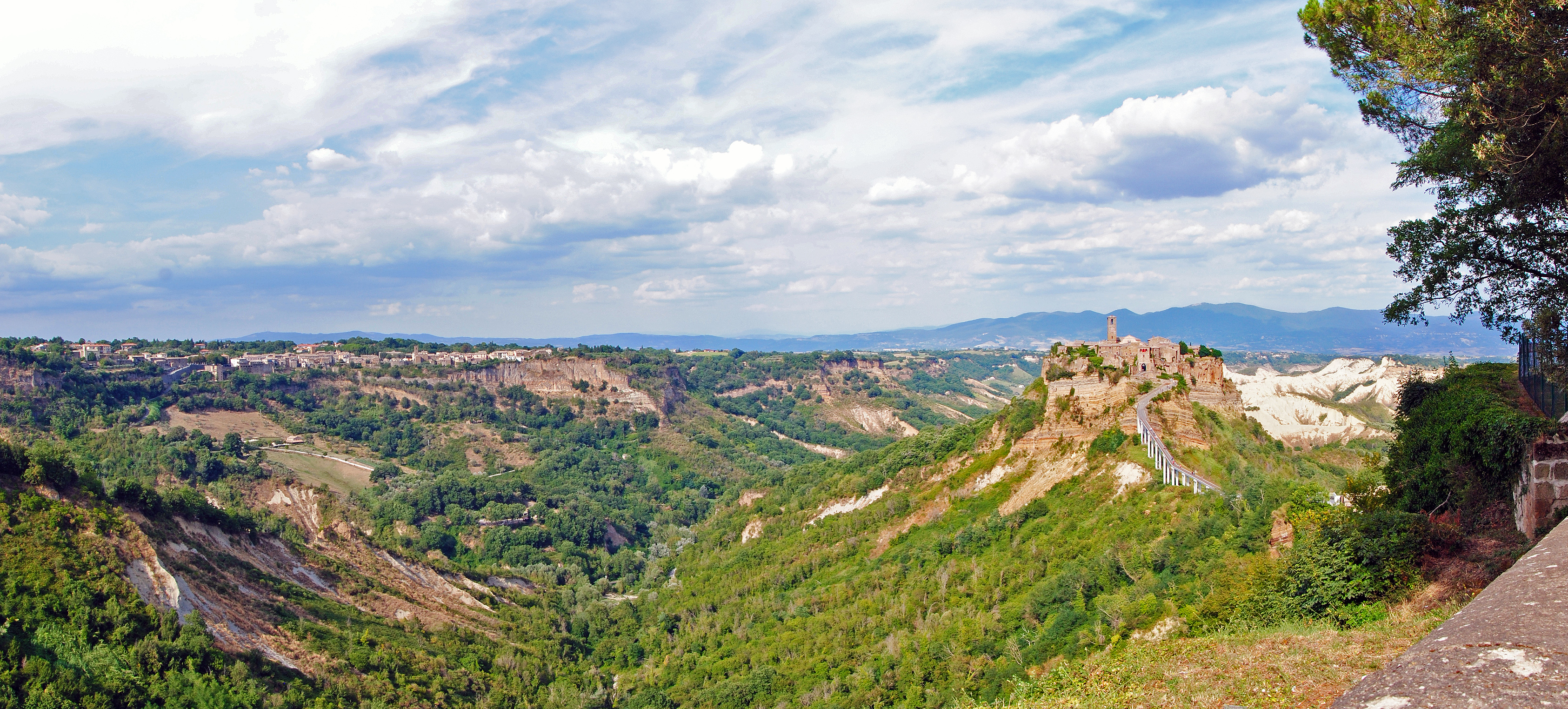
Panorama údolí, vpravo Civita di Bagnoregio

Civita di Bagnoregio se nachází na kopci v údolí Valle dei Calanchi. Toto údolí se skládá ze dvou menších údolí Fossato del Rio Torbido a Fossato del Rio Chiaro, vede jím silnice starověkého římského původu. Tvar údolí je výrazně ovlivněn erozí a sesuvy velmi nestabilní a měkké půdy. Tento druh půdy ohrožuje město Bagnoregio, neboť i jeho stavbám hrozí zhroucení. V oblasti je mnoho skal, tvořených zvětralým vápenným tufem. Rychlá eroze je způsobena i masivním odlesněním.
Civita di Bagnoregio tvoří opevněný okrsek, postavený na skále. Je přístupný po železobetonové lávce, která byla vybudována v roce 1965. Úředně na ni není povolen vjezd motocyklů ani jízdní kol, kromě výjimečných případů. Postupná eroze svahů způsobuje neustálé prohlubování údolí a tím ohrožuje i město v údolí. Pro dopravní napojení městečka je důležitá dálnice A1, vedoucí z Říma do Milána, a její odbočka na Orvieto.

## Demografie
Obec se donedávna vylidňovala. První migrační vlna přišla v roce 1695 po silném zemětřesení, druhá v roce 1730, kdy se zřítila část města. Naopak v obdobích morových epidemií se do města přistěhovali uprchlíci z velkých měst. Poslední migrační vlna přišla v roce 1819.

## Historie
Etruskové
Město bylo založeno před téměř 3000 lety Etrusky na strategickém místě chráněném skalami. Zaujímalo čtvrti Contrade a Civita di Bagnoregio.
Římané
Významné období nastalo po dobytí Římem, kdy byla postavena silnice Via Cassia a většina poslů z Říma do Florencie procházela tímto městem.
Středověk
V období raného středověku byla Via Cassia opuštěna, protože poslové chodili jinými cestami. Při stěhování národů sem dorazili Visigóti a po nich vojsko Langobardů s králem Alboinem. Bagnoregio bylo rozděleno na dvě části, spojené správou. První písemné zprávy o městě s křesťanskou komunitou podal Řehoř I. Veliký počátkem 6. století. Francký král Pipin III. Krátký daroval město papežům, kteří zde vystavěli nedochovaný hrad a založili katedrálu sv. Donáta. Město se skládalo ze tří čtvrtí (contrade). První kolem katedrály a biskupství bylo na tufové skále izolované od pláně a roklí, druhé bylo obchodní a řemeslnické, vybudované na pláni a nazývané Contraden Mercato e Rota.
Během vrcholného středověku došlo k rozvoji kamenné zástavby okrsku a středověkého mostu, jehož pozůstatky se dochovaly na okraji útesu před branou Torre Santa Maria. Dosvědčují propojení sídla s obcí na druhé straně údolí, která je v současnosti zcela zničená.
Renesance
V období renesance se město rozrostlo a díky papežům Alexandrovi VI. z rodu Borgiů a Pavlovi III. z rodu Farnese, kteří je jako rezidenční sídlo udělovali svým kardinálům. Stavby v podhradí byly již významně ovlivňovány stálými propady půdy.
Baroko
V roce 1695 došlo k zemětřesení, které znamenalo pro chrámové i rezidenční stavby ve čtvrti Contrade zásadní zkázu, a proto bylo roku 1699 biskupské sídlo přeneseno na planinu.
Nová doba
Během národně osvobozeneckých bojů italské vojsko v čele s Garibaldim 5. října 1867 svedlo bitvu u Bagnoregia, která skončila porážkou republikánů. Teprve v roce 1870 se město Bagnoregio, stejně jako celý papežský stát, stalo součástí Italského království. Za druhé světové války, v červnu 1944, Američané a Britové město bombardovali a značně poničili jeho historickou architekturu.

## Památky

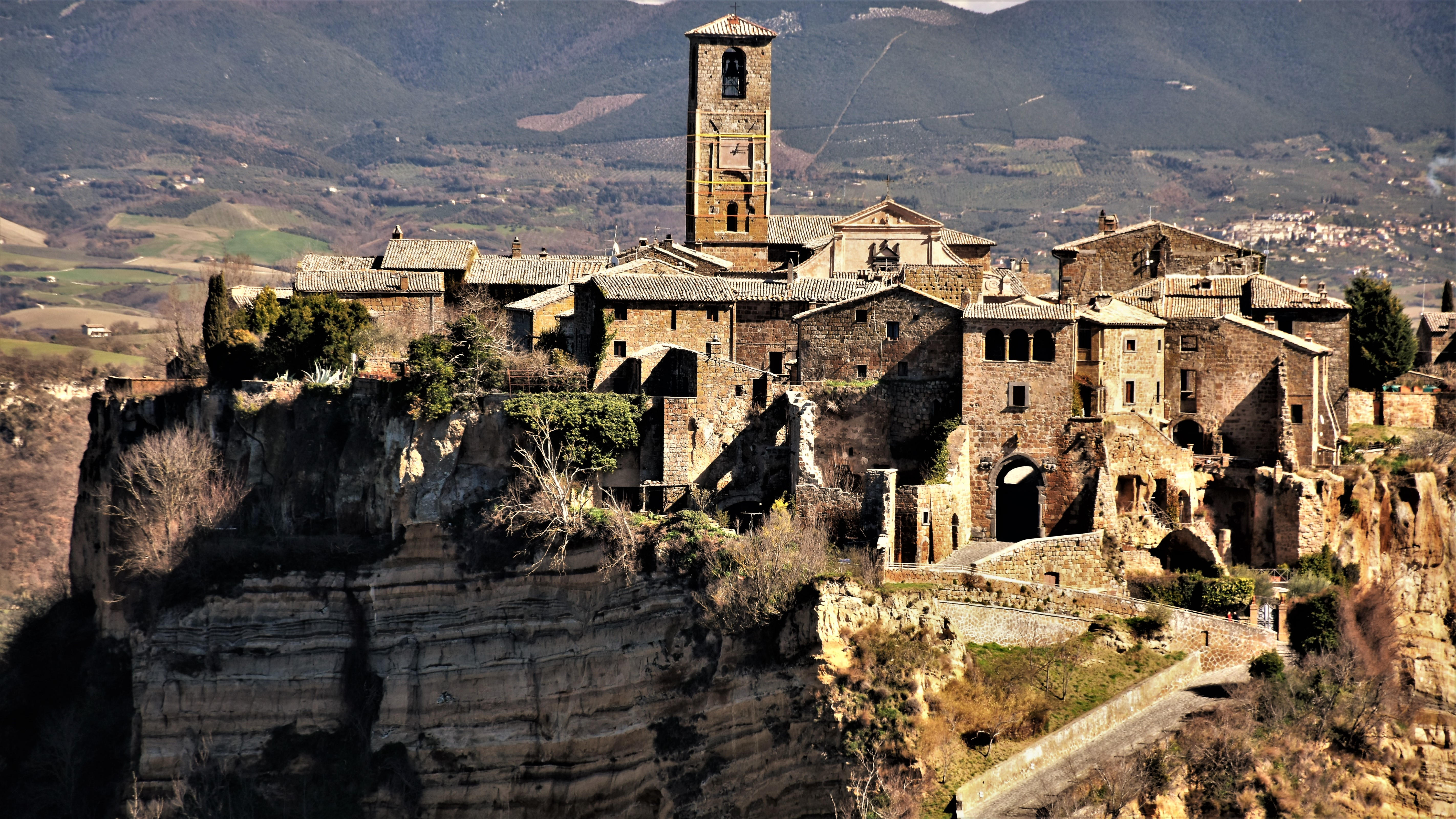
Historické centrum Civita di Bagnoregio

- Porta Albana renesanční městská brán do původní čtvrti Contrade Rota, pojmenovaná roku 1586 po kardinálovi Giovannim Girolamovi Albanim, který zde měl rezidenci.

- Kostel Sanctissima Annunziata, původně gotický ze 13. století, barokně přestavěný po zemětřesení v 18. století, cenné vnitřní vybavení: dřevěný křídlový oltář s obrazy, které namalovali Taddeo di Bartoli a Giovanni di Paolo; desková malba madony s Ježíškem Gentile da Fabriano (připsáno).

- Klášter augustiniánů.

- Pomník sv. Bonaventury - socha zdejšího rodáka, františkánského filozofa, teologa a kardinála svatého Bonaventury (1221 Bagnoreggio–1274 Lyon), vlastním jménem Giovanni Fidanza.

- Katedrála San Donato - nejstarší chrám ve městě, založen kolem roku 600; na středověkých základech trojlodní románské baziliky byl chrám přestavěn kolem roku 1611; uvnitř cenné renesanční fresky (Peruginova škola) a dřevěný krucifix s korpusem ukřižovaného Krista (Donatellova škola). Po smrti posledního biskupa roku 1971 bylo zdejší biskupství zrušeno.

- Palazzo comunale - radnice.

- Jeskyně sv. Bonaventury(Grotta di San Bonaventura) nedaleko obce: legendární místo, kde svatý František z Assisi údajně zázračně vyléčil svatého Bonaventuru - Giovanniho Fidanzu; uvnitř se dochoval také etruský hrob.

Město také usiluje o zápis na seznam památek UNESCO.

## Galerie

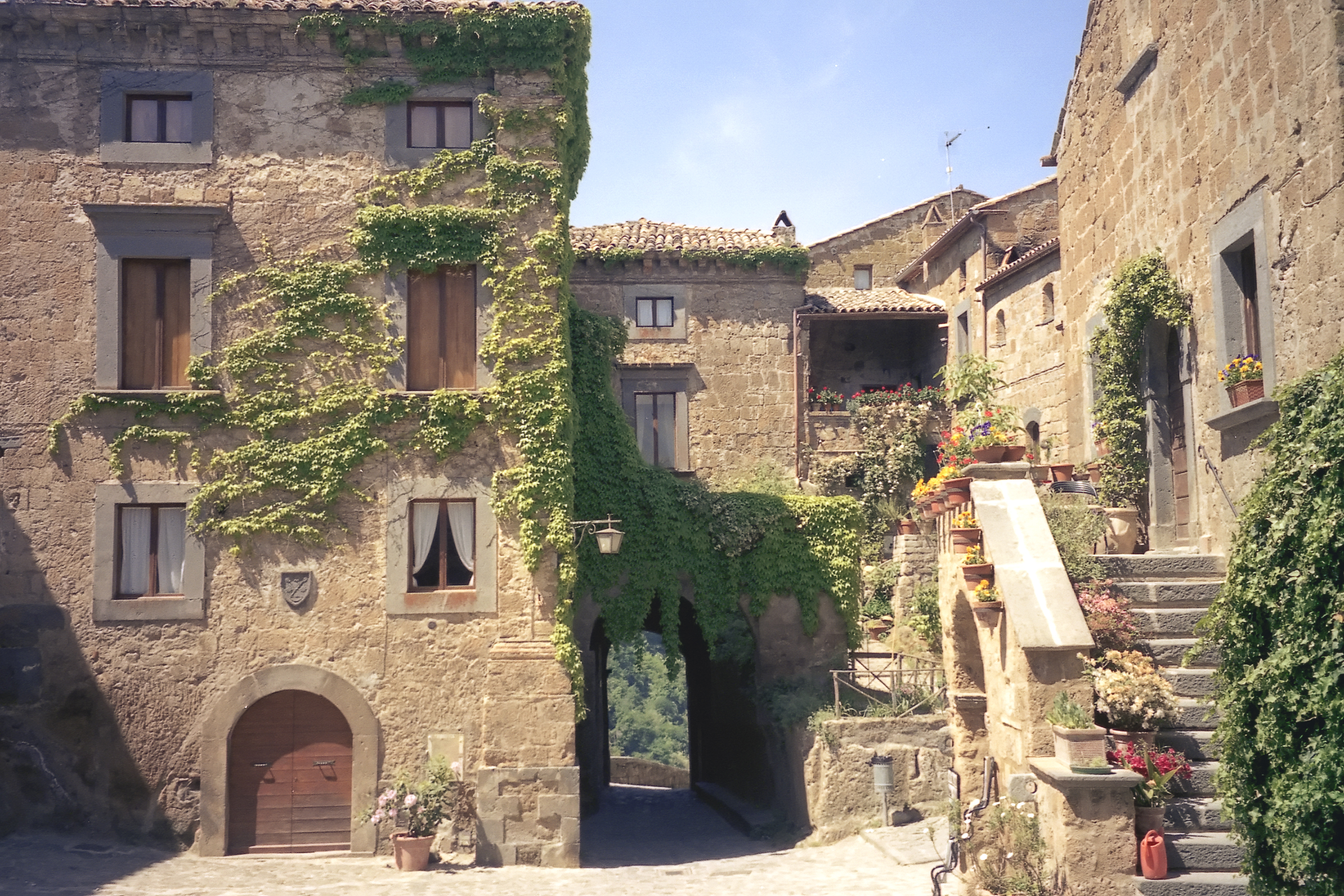
Centrum města
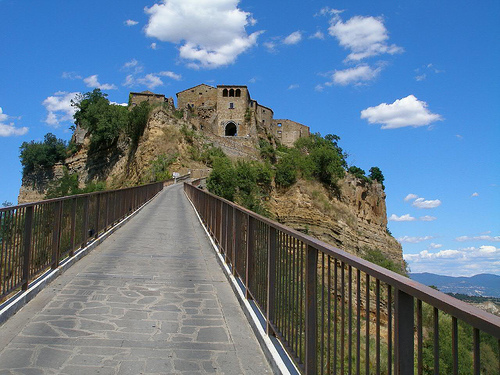
Lávka k městu
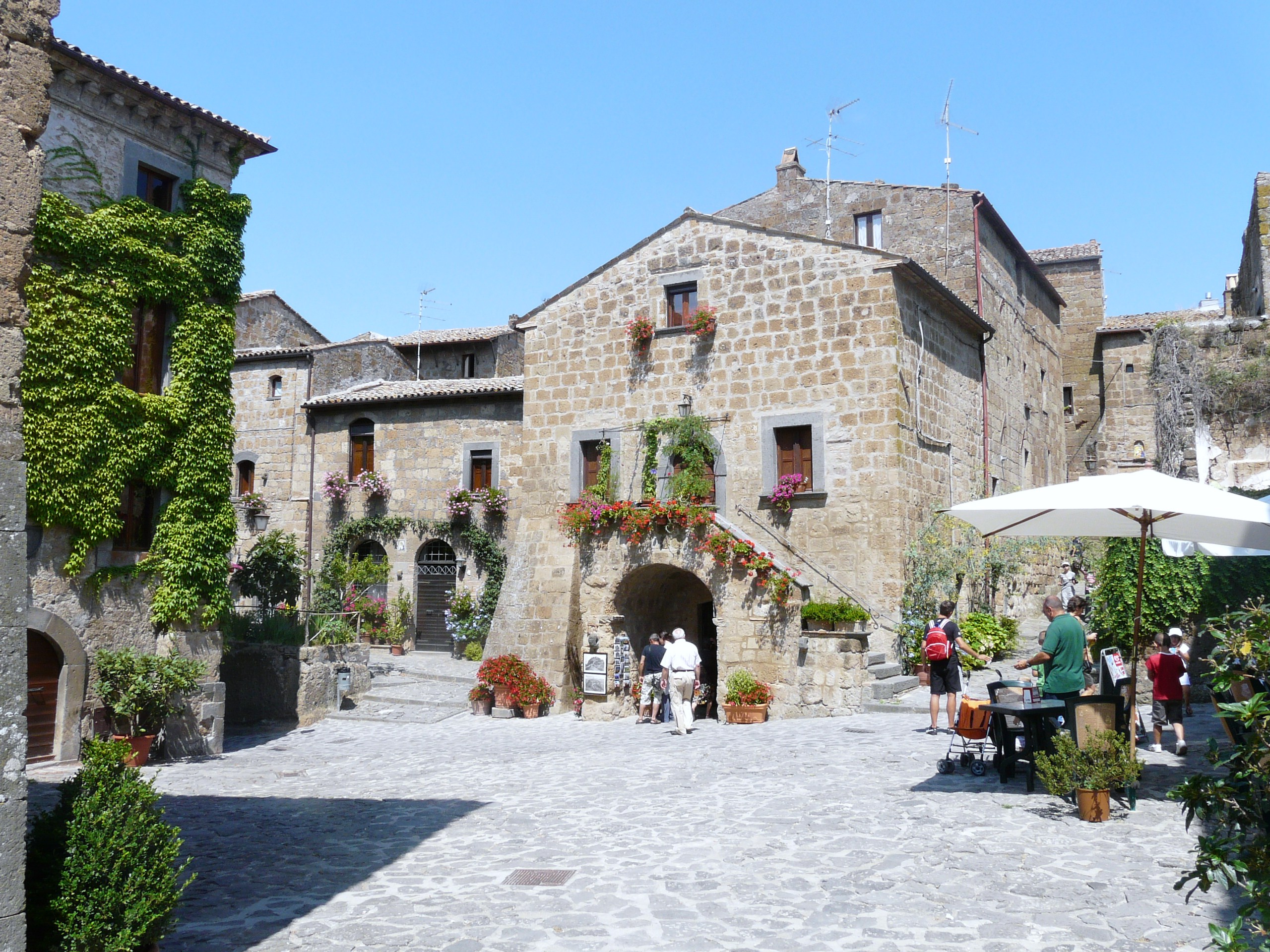
Centrum města
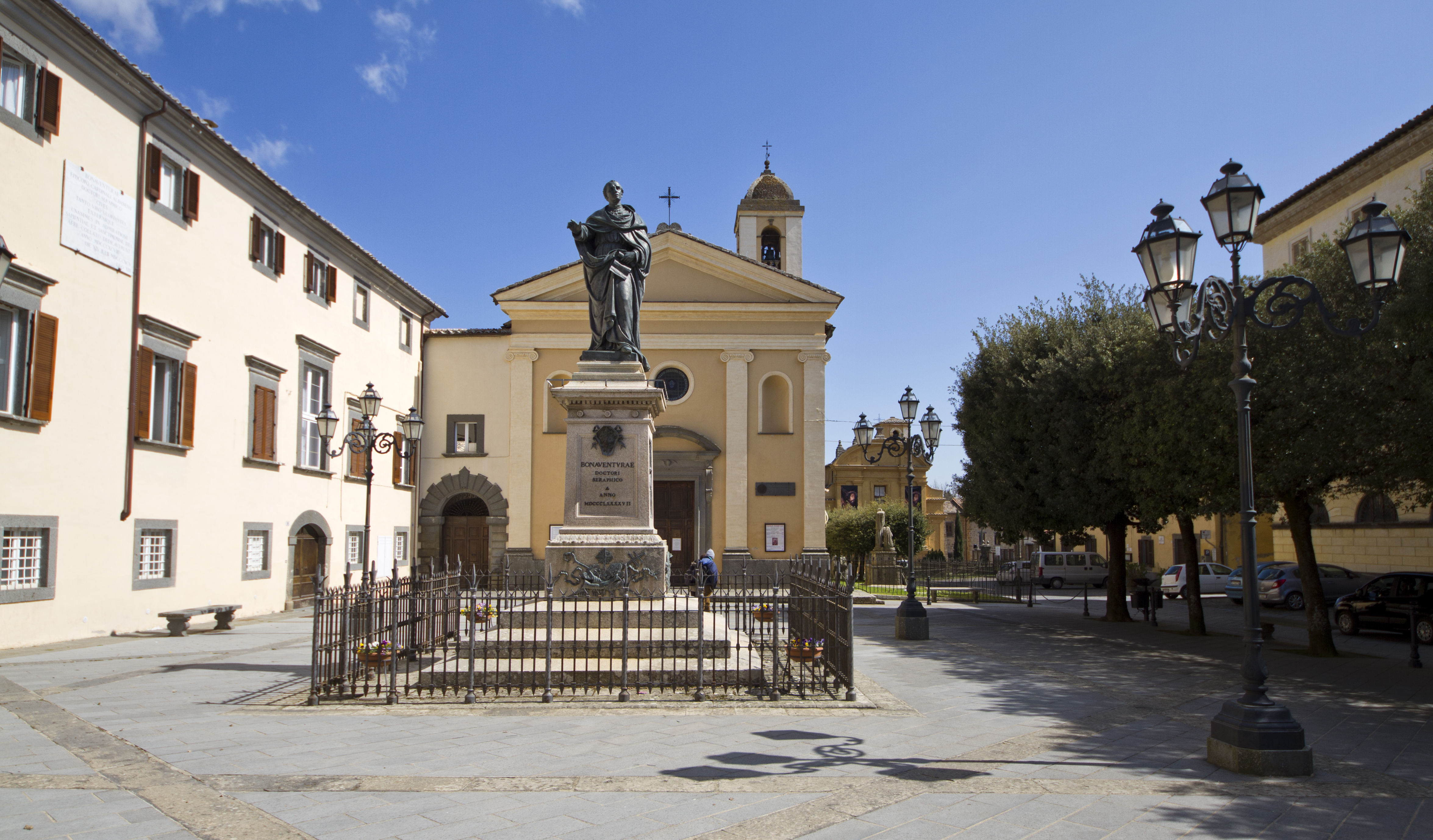
Klášter augustiniánů
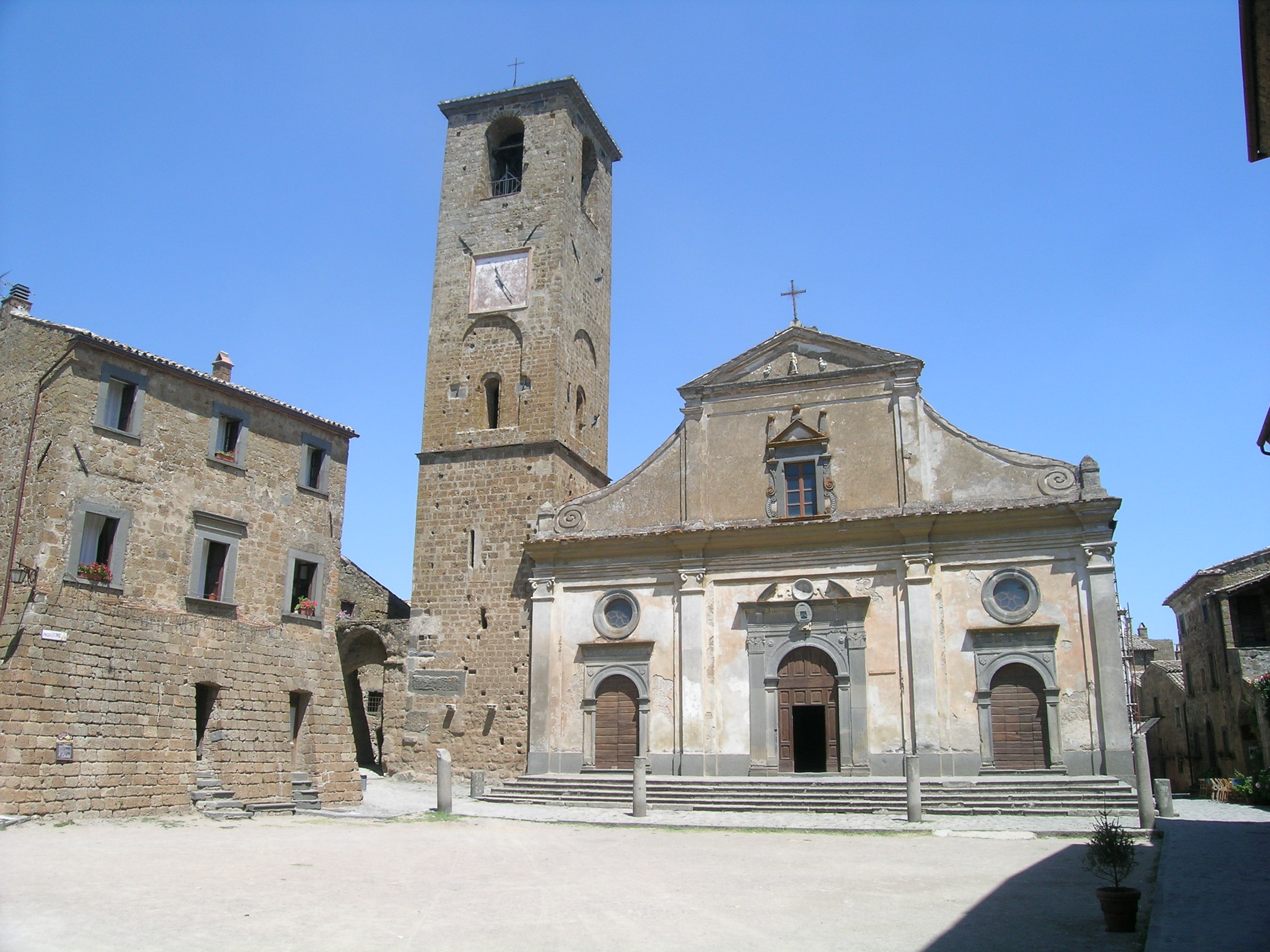
Kostel San Donato
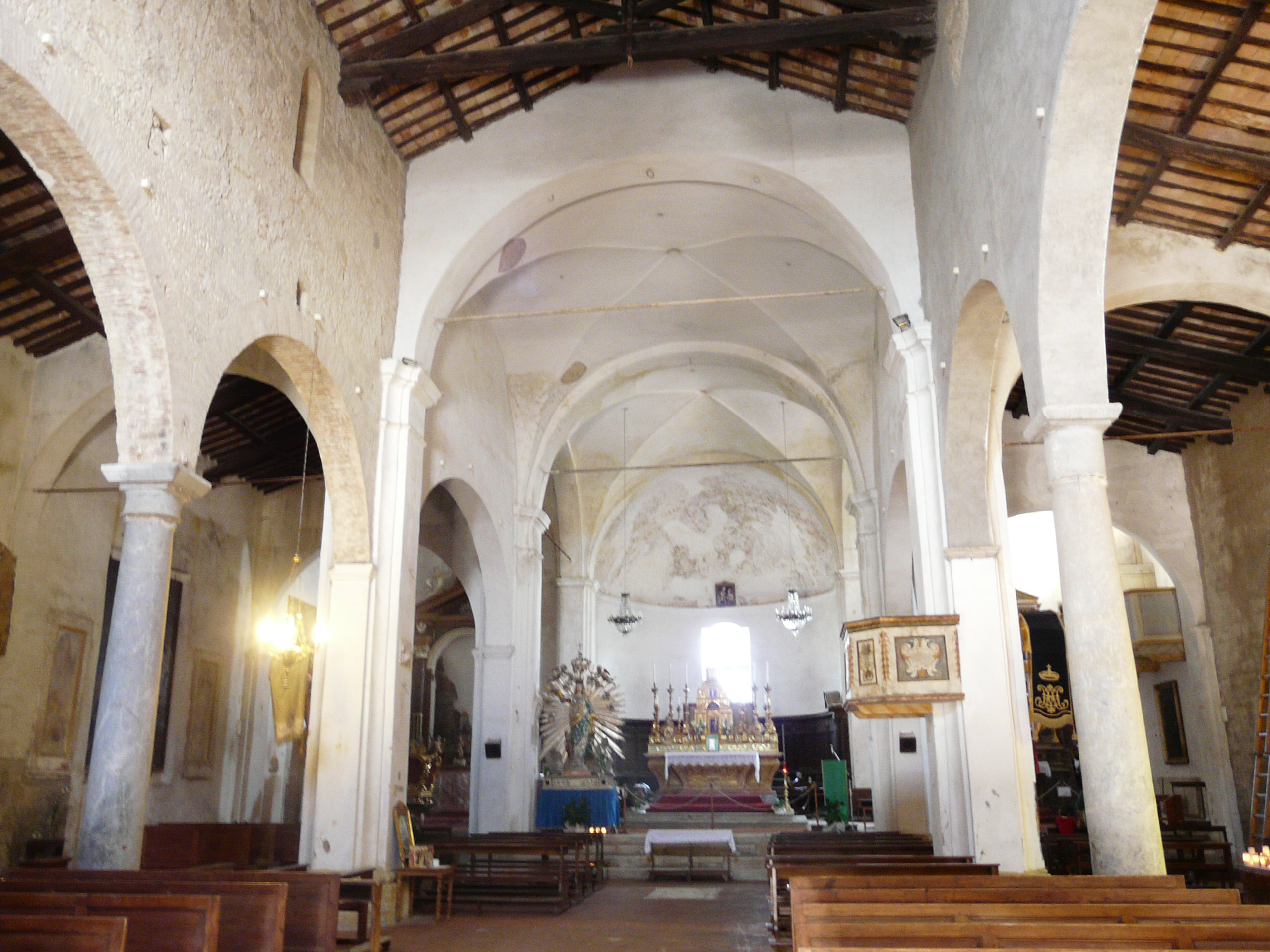
Interiér San Donato
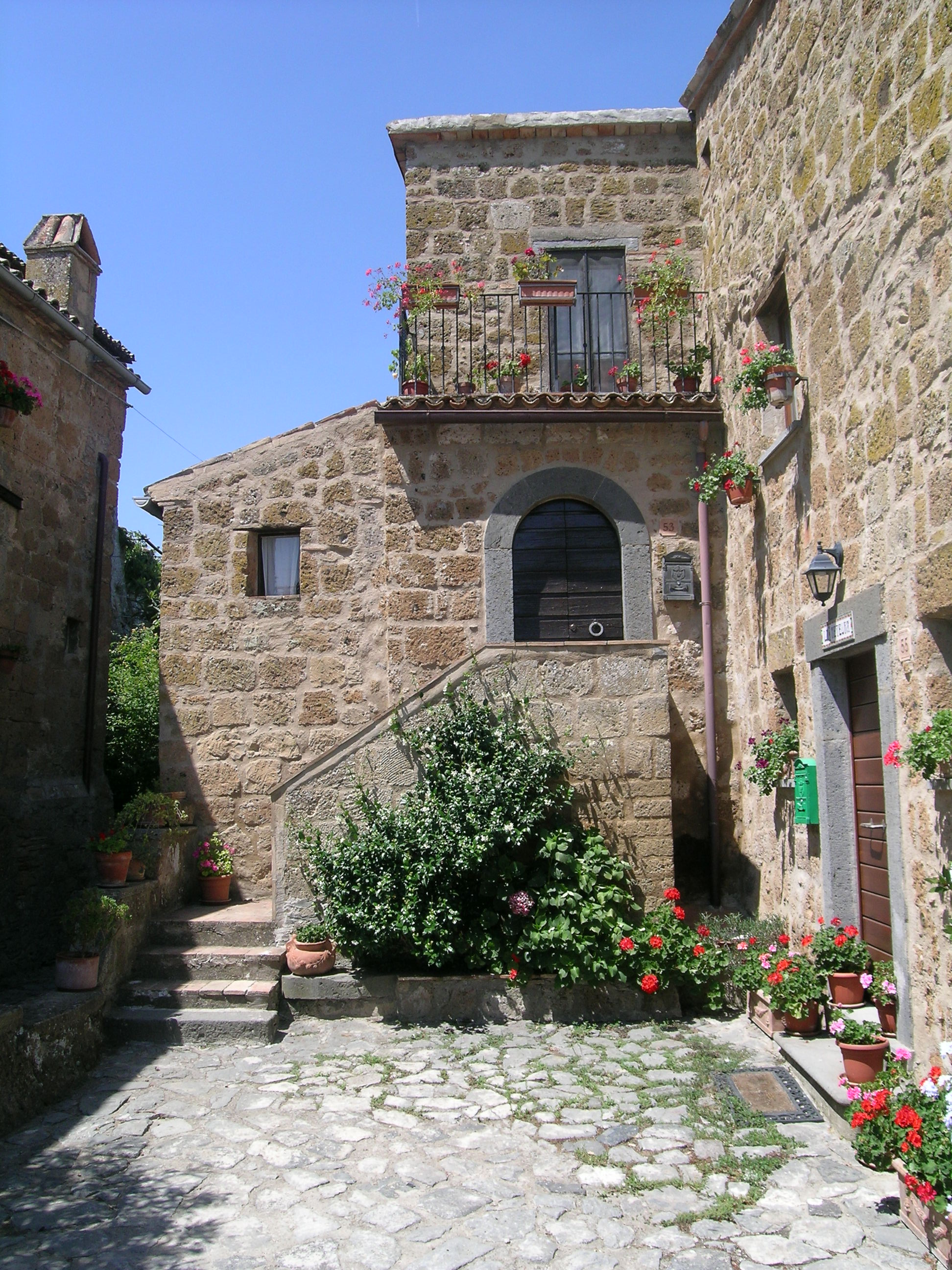
Centrum města

## Kultura a slavnosti
- V období Vánoc se koná Živý Betlém, v ulicích jej doplňují různé hrané scény z Bible.
- V posledním týdnu července se koná jazzový festival Tuscia in Jazz s mnoha koncerty a semináři o jazzové hudbě.[9]
- Geologické muzeum[10]

## Cestovní ruch
V roce 2021 italské centrum památkové péče navrhlo město na zápis na seznam Světového dědictví UNESCO, aby obec získala více peněz na rekonstrukce. Je členem organizace Nejkrásnější historická sídla v Itálii a jedním z nejpopulárnějších turistických cílů v Itálii. Díky pozici nedaleko Říma ve střední Itálii jej ročně navštíví stovky tisíc turistů: v roce 2010 jich bylo 45 000, v roce 2017 již více než 850 000 návštěvníků. Město je tak populární mezi turisty, že si účtuje vstupní poplatek. Italská vláda mu také odpustila některé daně a stalo se tak prvním a jediným městem v Itálii, které nemusí platit obecní daň.

## Film
Natáčelo se zde několik filmů, například Dva plukovníci (1964), Contestazione generale (1970), Nostalghia (1983), Questione di Karma (2017), Puoi baciare lo sposo (2018) a další.